# 洗顔料

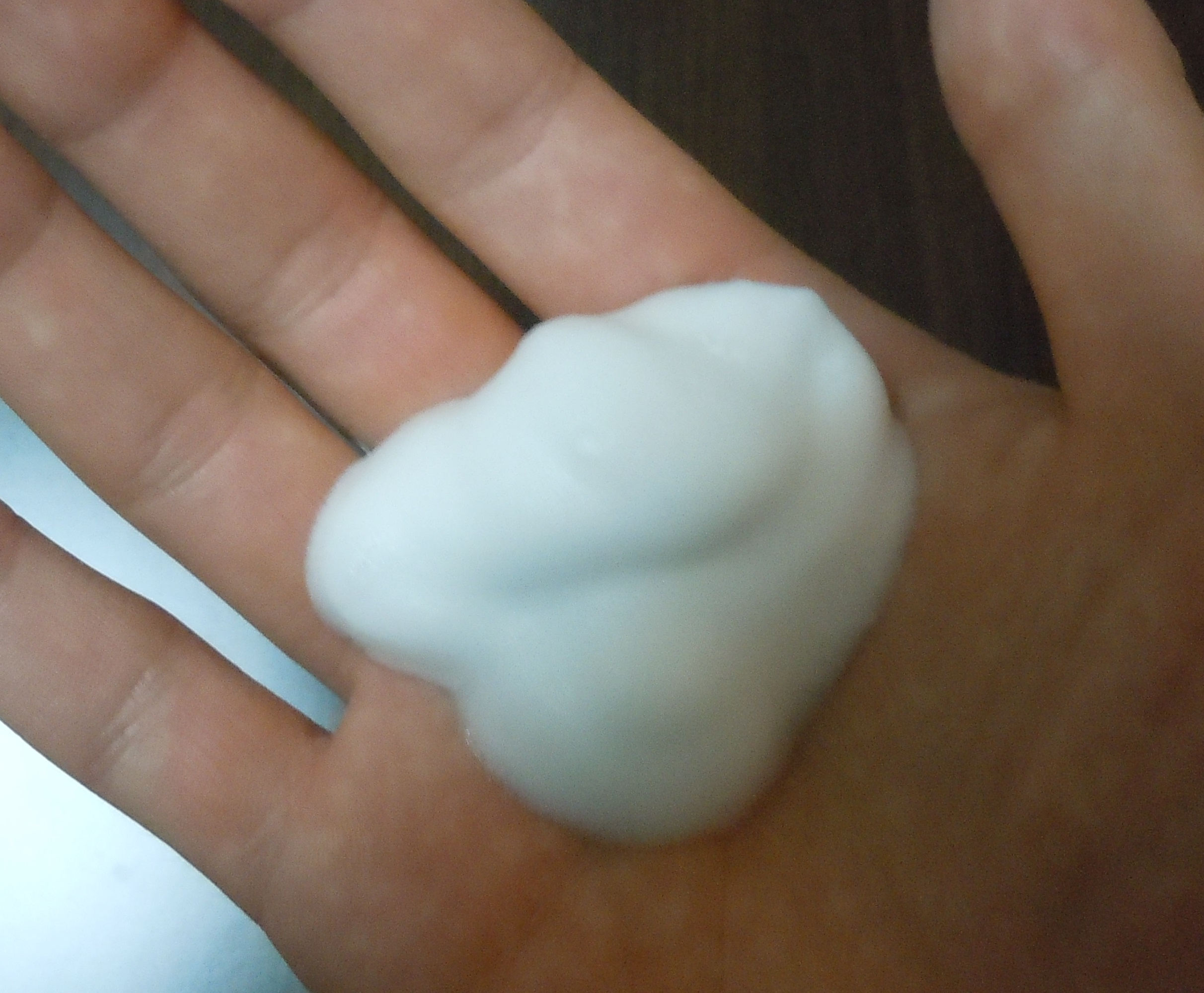
メンズビオレ泡タイプオイルクリア洗顔

洗顔料（せんがんりょう）とは、化粧品のうち、顔面を洗う（→洗面）用途に特化したものである。

## 概要
洗顔料は、目・鼻・口など各種器官が集中する顔を洗うためのもので、いわゆる石鹸も顔を洗うのに用いれば洗顔料といえるかもしれないが、こと洗顔料として販売されているものでは、刺激が少ないものや、よりすすぎで洗い流し易いもの、あるいは凹凸の激しい顔という部位を清潔に保つことが出来るよう配慮されたものである。
なお顔は場合によって化粧などで顔料を含んだ物品（化粧品）を塗布する場合もあり、これを洗い流すためのものもある。こういった化粧品を洗い流すための洗顔料（クレンジングという）では、顔料を含んだ油脂を乳化するか溶かしたり、あるいは研磨材（スクラブと呼ばれる）を含むものがある。ちなみにスクラブは金属などを削る工業的研磨材とは違うため、米糠など植物の粉末が利用される。
その一方で額（ひたい）や鼻の頭や小鼻には皮脂が、目や口の周りには小皺が、目の周りにはくすみが出易く、これが目立つと美容上では余り芳しくない。このため洗顔料の中には汚れを落とすと共に美白など色素沈着を予防したり、或いは角質を溶かす酵素を含むなどの機能性を備えたものもみられる。
洗顔料には様々な種類があり、例えば皮膚表面のテカリを取る化粧水からそれら化粧水を含ませたウェットティッシュのようなもの、またチューブ入りのペースト状のものや石鹸のように固形のもの、袋に入った粉末状のものなど多岐に渡る。
やや洗顔料とは異なるが、パックの類も顔表面の老廃物を除去するために利用される。
クレンジングの後に使用し、化粧水の前に使用する。
洗顔料は、薬機法が定義する「化粧品」に該当し、広告表現には制限がある。

## 洗顔料と衛生
皮膚の表皮と皮脂や垢とでは、一般に皮脂や垢などは完全に無い状態が清潔だと考えられてはいるが、過度に洗浄したとしても新陳代謝（→代謝）を行っている以上はこれを完全に取り除くことは出来ず、またこういった皮膚老廃物は皮膚表面を保護する機能を持つため、過剰な洗浄は皮膚炎を招く危険性がある。
ことスクラブを含む洗顔料では、手になじませ泡立たせて顔を洗浄するが、より細かい泡にすることにより吸着可能な表面積が増え、泡でなでるように洗浄することで毛穴の皮脂をより強く吸着することができるようになる。しかし、より清涼感を得ようとして必要のない強い力で顔をこすったり、或いは製造上の不具合から研磨材粒子にばらつきがある場合などは表皮に細かい傷を作り易い。この場合には顔面に違和感を覚えたり、あるいは腫れたりシミなどの肌のトラブルを起こす場合もある。スクラブに関してはエステティックなどでも過剰なマッサージを含め皮膚トラブルを招き、国民生活センターなど消費者保護団体に相談された事例も見られる。
その一方で、洗顔料が部分的に残っている状態も、余り見栄えがする状態とは言い難く、またこれらは短時間のうちに濯ぎ流されることが前提となっているため、長時間付着していると皮膚のトラブルを起こすことがある。毛の生え際に残ると、フケが出やすくなる場合もある（石鹸で頭を洗って、すすぎが十分でない場合も同様）。このため洗顔料の中には、洗い残しがひと目で判るよう色のついたものも見られる。

## 洗顔料を使う人
洗顔料は先に述べた通り、化粧の一環として用いられる。このため欧米やその関連する文化圏では洗顔料といえば化粧に関心の強い女性の用いるものという価値観念も強く、実際洗顔料の多くは女性向製品である。しかし日本では1990年代より男性が美容に関心を示す社会風潮が強くなり、コンビニエンスストアなどでも男性用美容品の棚に男性向けの洗顔料が並ぶようになっている。
こういった男性洗顔料の多くは、ニキビなどホルモンバランスの関係で皮膚トラブルを抱え易い思春期男性を中心に利用が見られるが、こと男性用洗顔料では洗顔時の清涼感を求めてメントールなどを配合してある製品も多く、そういった清涼感を好む層にも愛用者がみられる。
女性向洗顔料は古くから様々な製品が流通しているが、この中には年代層別の皮膚ケア事情に合わせた製品も多く、若者層向けでは上に挙げた男性洗顔料同様にニキビのケアに特化しているほか、化粧を良くする層ではそれら化粧を溶かし落とす機能に、肌の健康が気になる層には皮膚ケア機能に、加齢が気になる層には皺などを目立たなくさせる…などなど、様々なニーズに添った製品が見られる。